# 斯德哥爾摩中世紀博物館
斯德哥爾摩中世紀博物館（瑞典語：Stockholms medeltidsmuseum）是位於瑞典首都斯德哥爾摩的一座博物館，位於斯德哥爾摩王宮北側。這座博物館在2007年6月15日開始一度關閉，進行整修。

## 外部連結
- 维基共享资源上的相關多媒體資源：斯德哥爾摩中世紀博物館
- The Museum of Medieval Stockholm （页面存档备份，存于）